# Хамдук, Абдалла
Абдалла Хамдук (араб. عبدالله حمدوك‎; род. 1956, Кордофан, Судан) — суданский государственный и политический деятель, 15-й премьер-министр Судана с августа 2019 года (с перерывом в октябре—ноябре 2021) по январь 2022 года.

## Биография
До своего назначения на пост председателя правительства Хамдук служил на многочисленных национальных и международных административных должностях. С ноября 2011 по октябрь 2018 года был заместителем исполнительного секретаря Экономической комиссии ООН по Африке (UNECA). Сотрудники UNECA охарактеризовали Хамдука как «дипломата и скромного человека блестящего и дисциплинированного ума».

### Премьер-министр
В августе 2019 года Хамдук был объявлен в качестве вероятного кандидата на пост премьер-министра Судана в 2019 году для перехода Судана к демократии.
Суверенный совет Судана назначил Хамдока премьер-министром 20 августа, как того требует проект конституционной декларации. Впоследствии он был приведён к присяге 21 августа. В соответствии со статьёй 19 проекта конституционной декларации от августа 2019 года, будучи премьер-министром в переходный период, Хамдуку запрещено (наряду с другими старшими лидерами переходного периода) участвовать во всеобщих выборах в Судане 2022 года, намеченных по завершении переходного периода.
В качестве премьер-министра Хамдук назначил кабинет министров. 4 октября 2019 года он очистил руководство государственных суданских университетов, уволив 28 канцлеров и 35 вице-канцлеров, и назначив 34 вице-канцлера. Цель состояла в том, чтобы заменить людей на руководящих постах, представляющих правительство аль-Башира.
7 февраля 2021 года Хамдук распустил переходное правительство. Премьер-министр Судана уведомил министров о прекращении их полномочий с целью перехода к формированию нового Кабмина.

#### Покушение

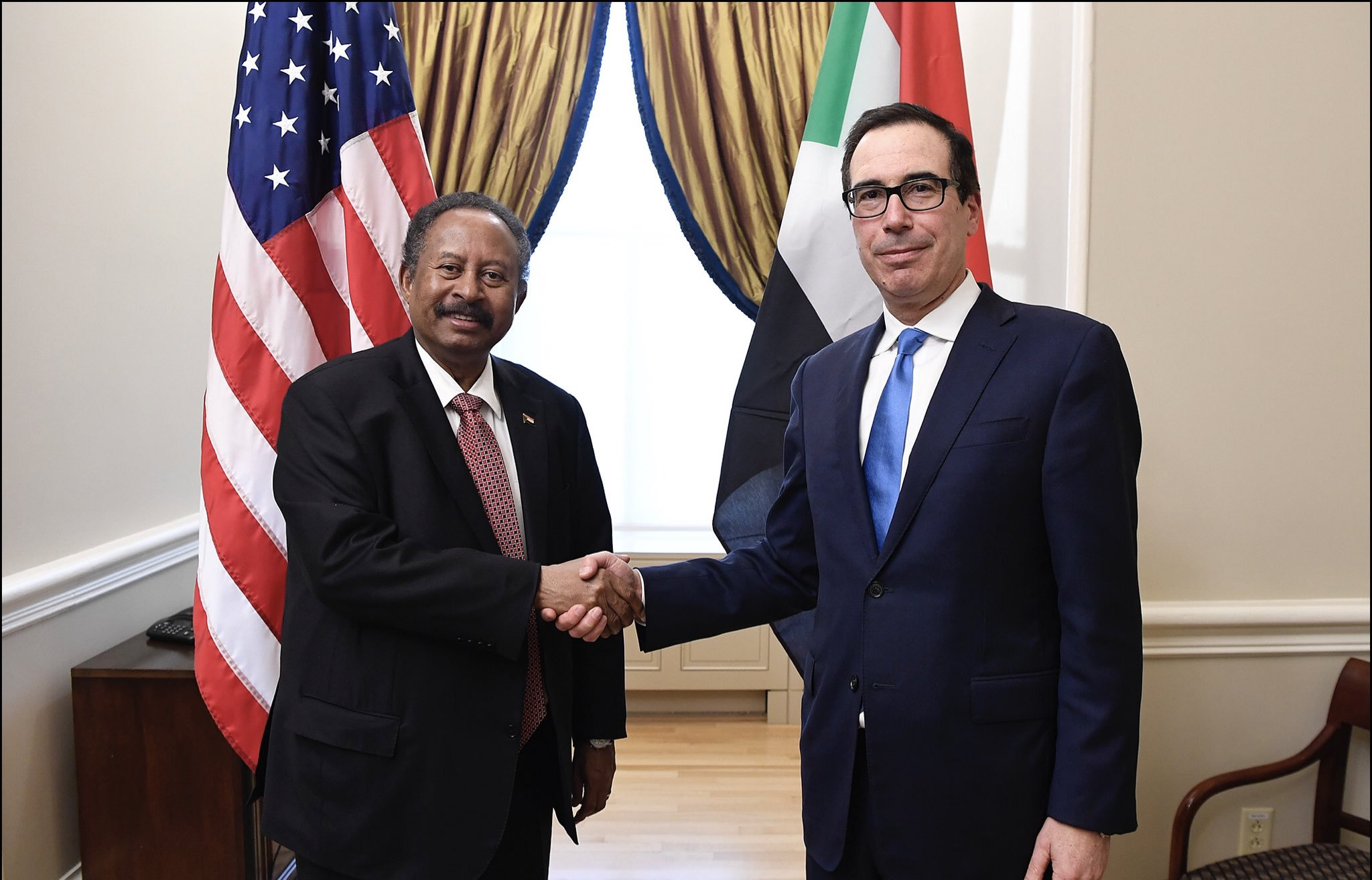
Хамдук со Стивеном Мнучиным в Министерстве финансов США в 2019 году

9 марта 2020 года Хамдук пережил попытку покушения в столице страны Хартуме. По меньшей мере 3 автомобиля были повреждены, но человеческих жертв удалось избежать, за исключением одного сотрудника службы безопасности, который был «легко ранен».

### Свержение
В ночь на 25 октября 2021 года Хамдук был арестован военными. 26 октября 2021 года на пресс-конференции генерал Абдель Фаттах аль-Бурхан заявил, что премьер-министр Хамдук  находится в его доме «в качестве гостя, чтобы защитить его от ограничений, наложенных на него политическими силами». Позже в тот же день было сообщено, что Хамдук вернулся домой.

### Возвращение к должности
21 ноября 2021 года было заключено соглашение между Абдель Фаттах аль-Бурханом и ранее отстранённым военными с поста премьер-министра Абдаллой Хамдуком. Этим соглашением было отменено решение об отстранении Хамдука от должности. Оно также гарантировало переход власти в стране гражданскому правительству в ранее установленный срок и освобождение всех политических заключённых.

### Отставка
2 января 2022 года премьер-министр Хамдук выступил с телеобращением к нации, в котором объявил о своей отставке. Он также заявил, что оставляет свой пост другим достойным людям, чтобы они прошли остаток переходного периода. По словам Хамдука, для него было честью управлять правительством, и он сделал всё возможное, чтобы уберечь страну от скатывания к катастрофе.

## Взгляды

### Сельское хозяйство
Хамдук настаивал на переходе от натурального сельского хозяйства к «более динамичному, коммерчески ориентированному» сельскому хозяйству в Африке, заявив в 2014 году, что Африка способна к самообеспечению продуктами питания, но что 300 миллионов африканцев голодают. Ссылаясь на оценку Пятого оценочного доклада МГЭИК (ДО5) воздействия глобального потепления на 2 градуса Цельсия выше доиндустриального уровня, Хамдук отметил, что такие эффекты, как уменьшение количества осадков, могут помешать Африке сократить крайнюю бедность. Для борьбы с голодом Хамдок предложил меры по улучшению инфраструктуры, связанной с переработкой, хранением и транспортировкой излишков продукции на рынки, использование «климатической информации», улучшенное управление водными ресурсами, более тесную интеграцию сельского хозяйства с национальной промышленностью и научно-исследовательскими учреждениями.

### Права женщин
В качестве премьер-министра Хамдук в конце августа 2019 года мог выбирать министров из списка кандидатов, предложенных ему Силами свободы и перемен (ССП), за исключением министров внутренних дел и обороны, которые должны были быть выбраны военными. Хамдук отложил принятие решения о том, каких кандидатов выбрать, заявив, что одной из причин его возражений было то, что в списке присутствовало слишком мало женщин. Он заявил, что «примет во внимание справедливое представительство женщин». В итоге, четыре женщины стали министрами в кабинете Хамдука: Асма Абдалла в качестве министра иностранных дел, Лина аль-Шейх в качестве министра социального развития и труда, Валаа Эссам аль-Буши в качестве министра по делам молодёжи и спорта и Интисар эль-Зейн Сугайрун в качестве министра высшего образования.
В ноябре 2019 года правительство Судана отменило все законы, ограничивающие свободу женщин в одежде, передвижениях, ассоциациях, работе и учёбе. Хамдук похвалил женщин в сообщении, опубликованном в социальных сетях, заявив, что законы были «инструментом эксплуатации, унижения, нарушения, агрессии в отношении прав граждан». В 2020 году Хамдук принял закон, запрещающий калечащие операции на женских половых органах. Это изменение представляет собой поправку к статье 141 Уголовного кодекса Судана. Этот акт определяется как удаление или нанесение увечий «женским гениталиям путем отрезания, увечья или модификации любой их естественной части, ведущей к полной или частичной утрате их функций».

## Личная жизнь
Хамдук женился на коллеге-экономистке Муне Абдалле в 1993 году на юге Манчестера.  У них есть 2 взрослых сына;  один учится в Университете Эксетера в 2019 году и один окончил университет в США в конце 2010-х годов.